# Édouard Lantéri

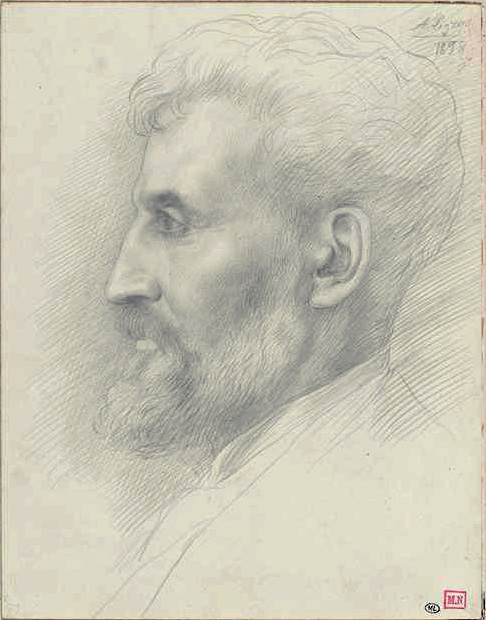
Alphonse Legros: Porträt von Édouard Lanteri, 1898, Silberstiftzeichnung. Paris, Musée du Louvre

Édouard Lantéri, auch Edward Lantéri (* 31. Oktober 1848 in Auxerre, Frankreich; † 22. Dezember 1917 in London, England), war ein französisch-britischer Bildhauer, Medailleur, Lehrer und Autor, der als bedeutender Vertreter der New Sculpture-Bewegung gilt.

## Leben
Édouard Lantéri wurde in Auxerre geboren und zeigte schon früh künstlerisches Talent. Er studierte an der Petite École de Dessin in Paris und setzte seine Ausbildung an der École des Beaux-Arts fort, wo er Schüler von Aimé Millet, Francisque Duret, Jean-Baptiste Claude Eugène Guillaume und Pierre-Jules Cavelier war. 1872 ging Édouard Lantéri auf Empfehlung seines Freundes Jules Dalou nach London, wo er als Assistent des Bildhauers Joseph Edgar Boehm arbeitete. Nach Boehms Tod 1890 setzt Édouard Lantéri seine Karriere als freischaffender Künstler fort und wird 1900 zum ersten Professor für Modellieren am Royal College of Art in London ernannt. Édouard Lantéri war ein einflussreicher Lehrer und hatte zahlreiche Schüler, darunter Charles Sargeant Jagger, Gilbert Ledward und Francis Derwent Wood. Er wurde 1901 britischer Staatsbürger und war Mitglied der Art Workers’ Guild und der Royal Society of British Sculptors. Édouard Lantéri stirbt 1917 in London.

## Werk

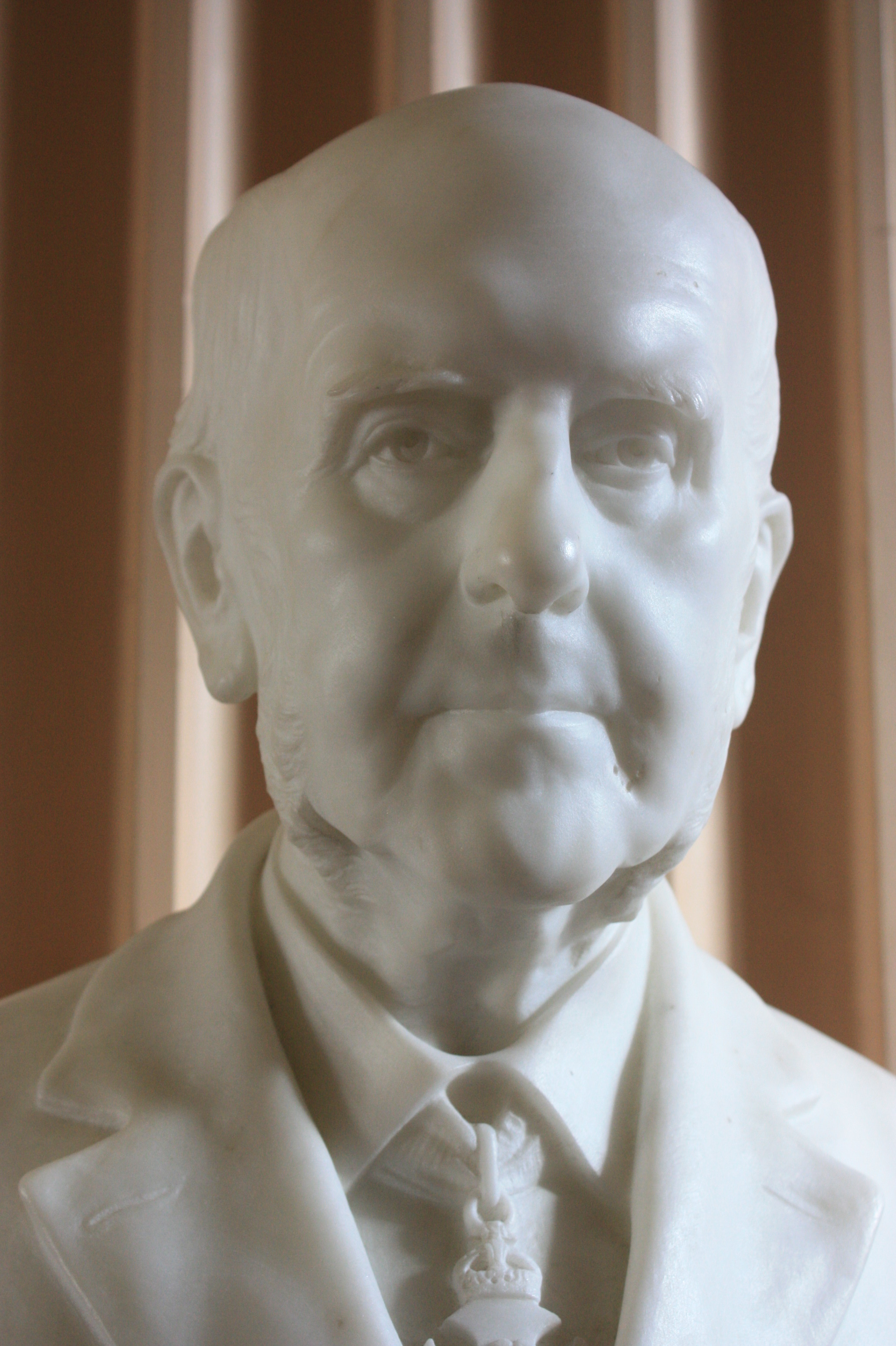
Marmorbüste von Sir Archibald Geikie, von Edward Lanteri 1916. Old College, Universität von Edinburgh

Édouard Lantéris Werk zeichnet sich durch einen romantisch-akademischen Stil aus, der stark von der französischen Bildhauerschule beeinflusst ist. Er arbeitete hauptsächlich mit Ton, den er anschließend in Bronze gießen ließ, und schuf zahlreiche Porträtbüsten, Statuetten und lebensgroße Statuen. Zu seinen bedeutendsten Werken zählen die dekorativen Skulpturen an der Fassade des Victoria and Albert Museum in London sowie verschiedene Porträtbüsten, darunter die von Alfred Stevens und Richard Phené Spiers.